# Yor, the Hunter from the Future
Yor, the Hunter from the Future is een Italiaans-Turkse avonturenfilm uit 1983 in een regie van Antonio Margheriti en gebaseerd op het Argentijnse strippersonage Henga el cazador.

## Synopsis
Yor, een prehistorische jager, draagt een mysterieuze amulet. Wanneer hij verneemt dat een godheid dezelfde amulet draagt, gaat hij op zoek naar haar. Deze reis geeft hem inzicht over zijn eigen verleden en tevens de toekomst.

## Rolverdeling
| Acteur          | Personage                             |
| --------------- | ------------------------------------- |
| Reb Brown       | Yor                                   |
| Corinne Cléry   | Kalaa                                 |
| Luciano Pigozzi | Pag (as Alan Collins)                 |
| Carole André    | Ena                                   |
| John Steiner    | Overlord                              |
| Aysegül Ünsal   | Roa of the Sand-People (as Ayshe Gul) |
| Aytekin Akkaya  | Leader of the Sand-People             |
| Sergio Nicolai  | Kay                                   |

## Nominaties
| Prijs                        | Categorie                | Ontvanger(s)                                          | Resultaat   |
| ---------------------------- | ------------------------ | ----------------------------------------------------- | ----------- |
| Golden Raspberry Awards 1983 | Slechtste nieuwkomer     | Reb Brown                                             | Genomineerd |
| Golden Raspberry Awards 1983 | Slechtste originele lied | Guido De Angelis Maurizio De Angelis Cesare De Natale | Genomineerd |
| Golden Raspberry Awards 1983 | Slechtste muziek         | Guido De Angelis Maurizio De Angelis                  | Genomineerd |